# ジューク岡村
19（じゅうく、1981年11月21日 - ）は、日本のプロレスのレフェリー。神奈川県横浜市出身。

## 略歴
2011年11月22日にpw-remix vol.3六本木モーフのアイスリボン提供マッチにおけるさくらえみ vs. 成宮真希戦でデビュー。師匠はデューク佐渡。
フリー期間を経て、2013年5月19日よりシアタープロレス花鳥風月に所属。
現在所属団体以外ではワールド女子プロレス・ディアナ、2AW、FMW、プロレスリングSECRET BASE、プロレスリングA-TEAM等のレフェリーで活動。
また、新日本プロレスはじめ、様々な団体・個人へのリングレンタルを行うリング屋のオフィスラディのホームページ作成も担当している。
2016年7月18日、勝村周一朗対忍戦において乱闘に巻き込まれ、骨折の被害にあう。
2018年に19石川に改名。2019年4月にシアタープロレス花鳥風月を離れ、フリーランスとなる。
2019年11月、プロレスリングMAGICBOX所属となる。2020年3月、苗字で混乱を招く為、19に改名。

## 人物
レフェリーネームの「ジューク」はレフェリーとして関わっていた「19時女子プロレス」のジュークである。アイスリボンスタッフロールでは「19岡村」表記。
レフェリー以前はプロレスリングZERO1でリングスタッフをしていた。